# Nokia Morph
Nokia Morph — концепт мобильного телефона, разработанный компанией Nokia. Аппарат был представлен 25 февраля 2008 года в Музее современного искусства в Нью-Йорке. Он был разработан как совместный проект сотового телефона научно-исследовательского центра Nokia и Кембриджского университета.
Этот телефон является демонстрацией возможностей нанотехнологий в качестве создания растяжимых материалов, транспарентной электроники и самоочищающихся поверхностей для мобильных устройств. С помощью нанотехнологий телефон способен вывести индустрию сотовых телефонов на новый уровень и удовлетворить новые потребности пользователей.
Доктор Тапани Риханен, руководитель научно-исследовательской лаборатории Кембриджа в Великобритании, прокомментировал: «Мы надеемся, что эта комбинация искусства и науки будет демонстрацией потенциала нанонауки для широкой аудитории. Технологии, которые мы разрабатываем могут в один день стать новыми возможностями с точки зрения дизайна и функциональности мобильных устройств».
Элементы Nokia Morph могут быть доступны для интеграции в портативные устройства в течение 7 лет (отсчёт — с 2008 года). Первоначально планируется продажа данных устройств по высокой цене, однако нанотехнологии способны сделать массовый выпуск данных устройств очень дешевым и привести к значительному снижению их стоимости в розничной продаже.